# St. Nikolaus (München-Hasenbergl)

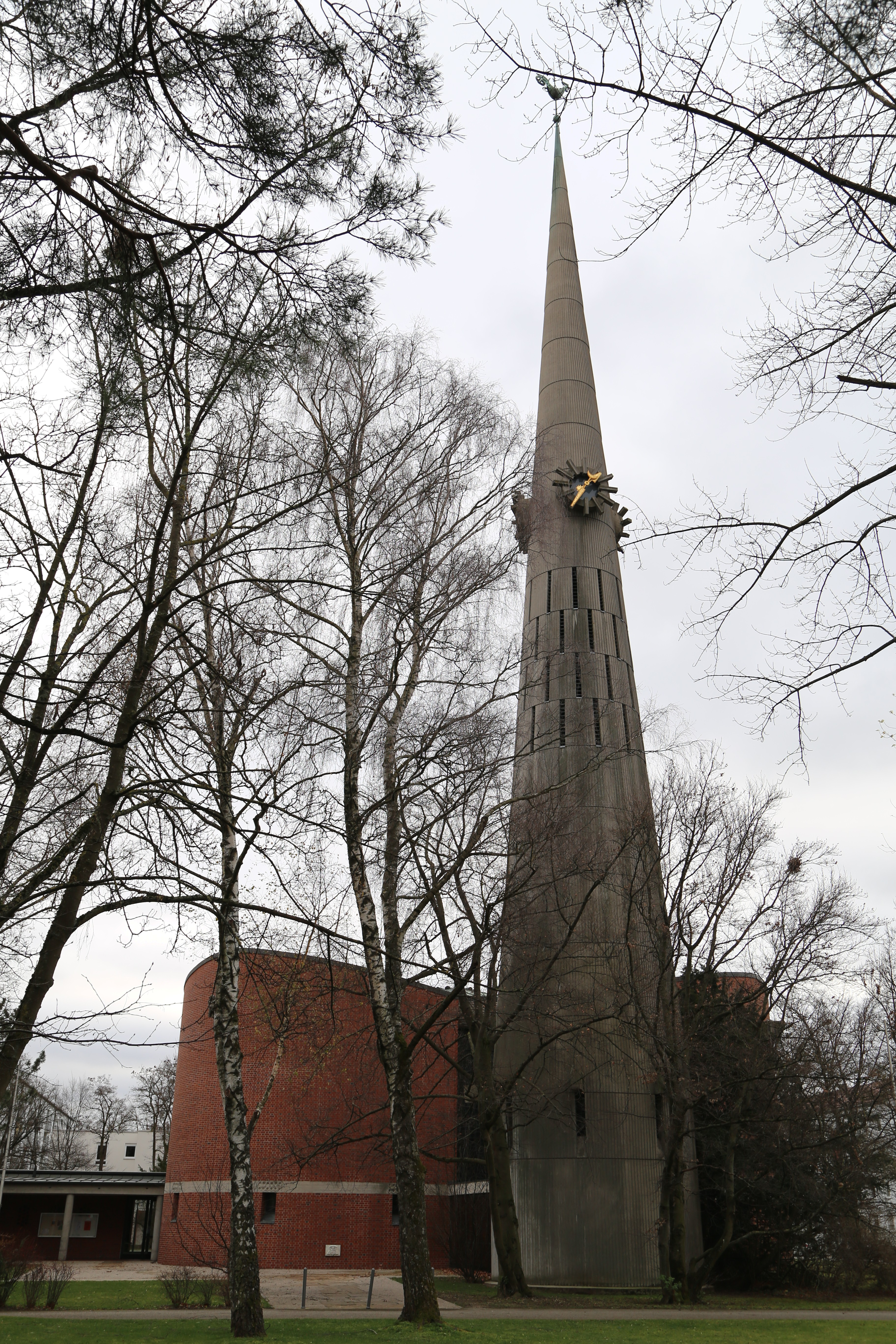
St. Nikolaus im Hasenbergl

St. Nikolaus ist eine römisch-katholische Pfarrkirche im Münchener Stadtteil Hasenbergl, Stanigplatz 13. Sie entstand während des Zweiten Vatikanischen Konzils im Sinne der Ökumene zeitgleich mit der benachbarten evangelischen Evangeliumskirche.

## Geschichte
Die Kirche wurde 1962/63 nach Entwurf des Architekten Hansjakob Lill errichtet. Die Grundsteinlegung durch den Münchner Weihbischof Johannes Neuhäusler war am 17. Juni 1962, die Weihe durch Kardinal Julius Döpfner am 23. Juni 1963. Das Patrozinium des hl. Nikolaus wurde zur Erinnerung an die ebenfalls zur Urpfarrei Feldmoching gehörige, im Jahre 1800 abgebrannte St.-Nikolaus-Kirche gewählt, die sich nördlich des Hasenbergls in Nieder-Hochmutting befand.
Die Kirche aus roten Ziegeln ist als Zentralbau mit vier halbkreisförmigen Wandschalen angelegt. Vier Stahlbetonsäulen tragen das zeltartige Dach. In der erhobenen Mitte des Gotteshauses steht auf Bronzefüßen der Altar aus Basalt. Den Tabernakel in einer neben dem Altar stehenden Bronzesäule schuf der Bildhauer Max Faller. Die vier deckenhohen bunten Glasfenster, die die vier Hauptfeste des Kirchenjahres (Weihnachten, Ostern, Pfingsten und Allerheiligen) darstellen, sind ein Werk des Glasmalers Hans Dumler, von dem auch die Kreuzwegstationen stammen. Den Taufstein aus Basalt mit dem Symbol der Dreifaltigkeit schuf der Bildhauer Konstantin Frick.
Ein Verbindungsgang führt zum freistehenden Kirchturm aus Sichtbeton. Im Turmfuß wurde eine Kapelle eingebaut, die bis zur Glockenstube reicht, in der ein fünfstimmiges Bronzegeläute (c1 – es1 – f1 – as1 – b1) von der Erdinger Glockengießerei installiert wurde. Die acht Fenster der Turmkapelle stammen vom Münchner Glasmaler Karlheinz Krug. Auf der Turmspitze befindet sich ein vom Bildhauer Richard Stammberger geschaffener Turmhahn aus Kupfer, der die Windrichtung anzeigt.
Erster Pfarrkurat war ab 1. August 1961 Rupert Höckmayr. Ihm folgte am 1. September 1964 Matthias Keilhacker, der am 19. Juli 1965 zum Stadtpfarrer ernannt wurde.

## Orgel

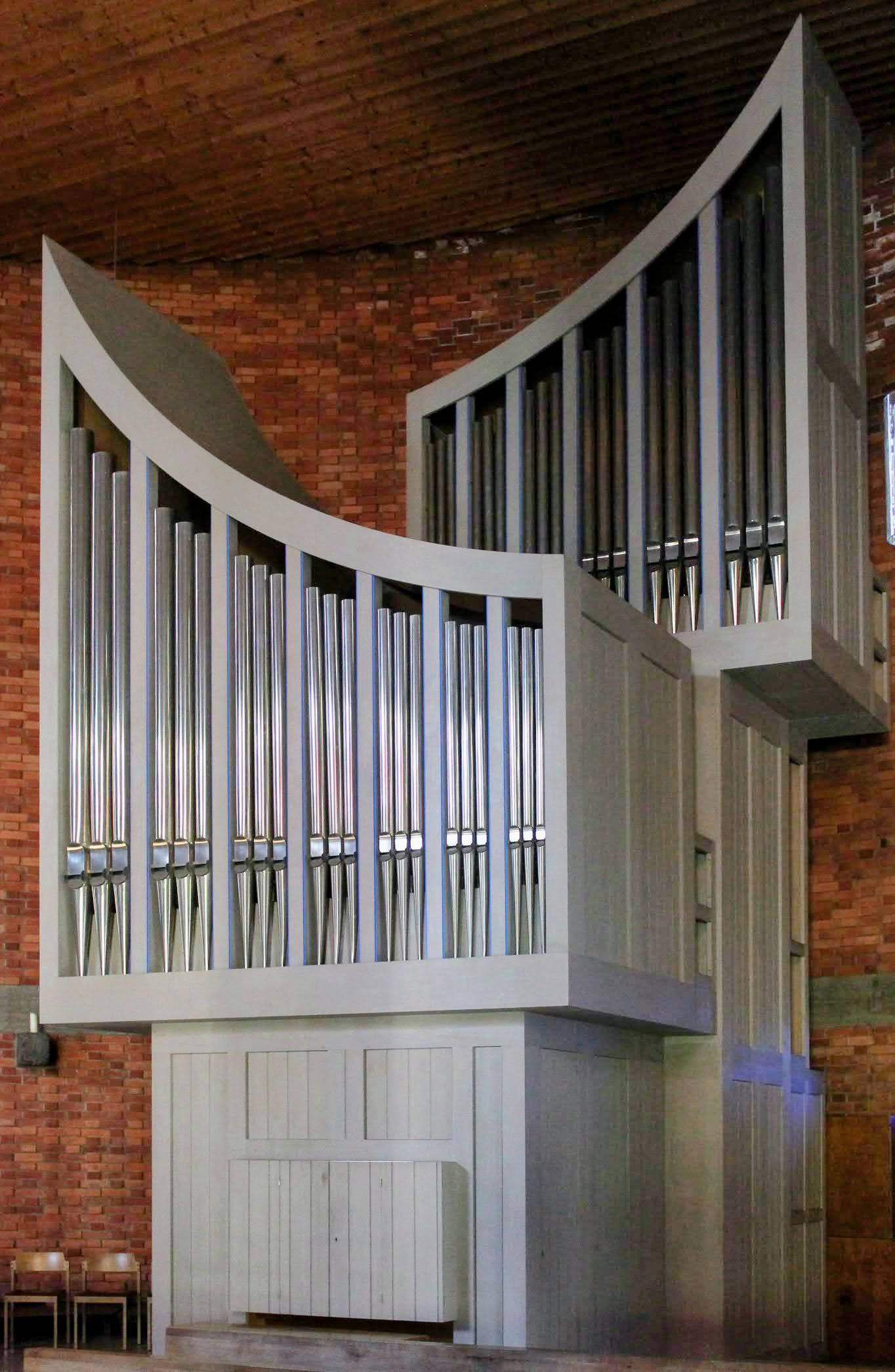
Die Orgel

Die Orgel mit 24 Registern auf zwei Manualen und Pedal wurde 1998 von der Firma Orgelbau Vleugels hergestellt und löst eine Nenninger-Orgel aus dem Jahr 1966 ab. Die Disposition lautet:
| I Hauptwerk C–g3 |       |
| Bourdon          | 16′   |
| Principal        | 8′    |
| Rohrflöte        | 8′    |
| Viola di Gamba   | 8′    |
| Octave           | 4′    |
| Spitzflöte       | 4′    |
| Superoctave      | 2′    |
| Larigot (Vz.)    | 1 ⁄3′ |
| Mixtur IV–V      | 1 ⁄3′ |
| Cornet III       | 2 ⁄3′ |
| Fagott           | 16′   |
| Trompete         | 8′    |

| II Oberwerk C–g3  |        |
| Salicet-Principal | 8′     |
| Gedacktflöte      | 8′     |
| Viola             | 4′     |
| Querflöte         | 4′     |
| Nasard            | 2 ⁄3′  |
| Flageolett        | 2′     |
| Terz              | 1 3⁄5′ |
| Sifflet (Vz.)     | 1′     |
| Cymbel III        | 1′     |
| Cromorne          | 8′     |
| Tremulant         |        |

| Pedal C–f1       |     |
| Subbaß           | 16′ |
| Octavbaß         | 8′  |
| Violoncello      | 8′  |
| Tenoroctave      | 4′  |
| Fagottbaß (Tr.)  | 16′ |
| Trompetbaß (Tr.) | 8′  |

- Koppeln: II/I, II/P, I/P
- Bemerkungen: Schleiflade, mechanische Spiel- und Registertraktur